# Oiapoque (microregio)
Oiapoque is een van de vier microregio's van de Braziliaanse deelstaat Amapá. Zij ligt in de mesoregio Norte do Amapá en grenst aan de Atlantische Oceaan in het oosten en noordoosten, Frans-Guyana in het noordwesten en westen, de mesoregio Sul do Amapá in het zuidwesten en de microregio Amapá in het zuidoosten. De microregio heeft een oppervlakte van ca. 36.894 km². Midden 2004 werd het inwoneraantal geschat op 22.197.
Twee gemeenten behoren tot deze microregio:
- Calçoene
- Oiapoque

Mesoregio's: Norte do Amapá · Sul do Amapá

Microregio's: Amapá · Macapá · Mazagão · Oiapoque